# Tullebølle
Tullebølle ist eine dänische Ortschaft mit 777 Einwohnern (Stand 1. Januar 2023) auf Langeland. Die Ortschaft liegt im gleichnamigen Kirchspiel (Tullebølle Sogn), das bis 1970 zur Harde Langelands Nørre Herred im damaligen Svendborg Amt gehörte. Mit der Auflösung der Hardenstruktur wurde das Kirchspiel in die Kommune Tranekær im neugegründeten Amt Fünen aufgenommen, die Kommune wiederum ging mit der Kommunalreform zum 1. Januar 2007 mit anderen Kommunen in der Kommune Langeland auf, die zur Region Syddanmark gehört.

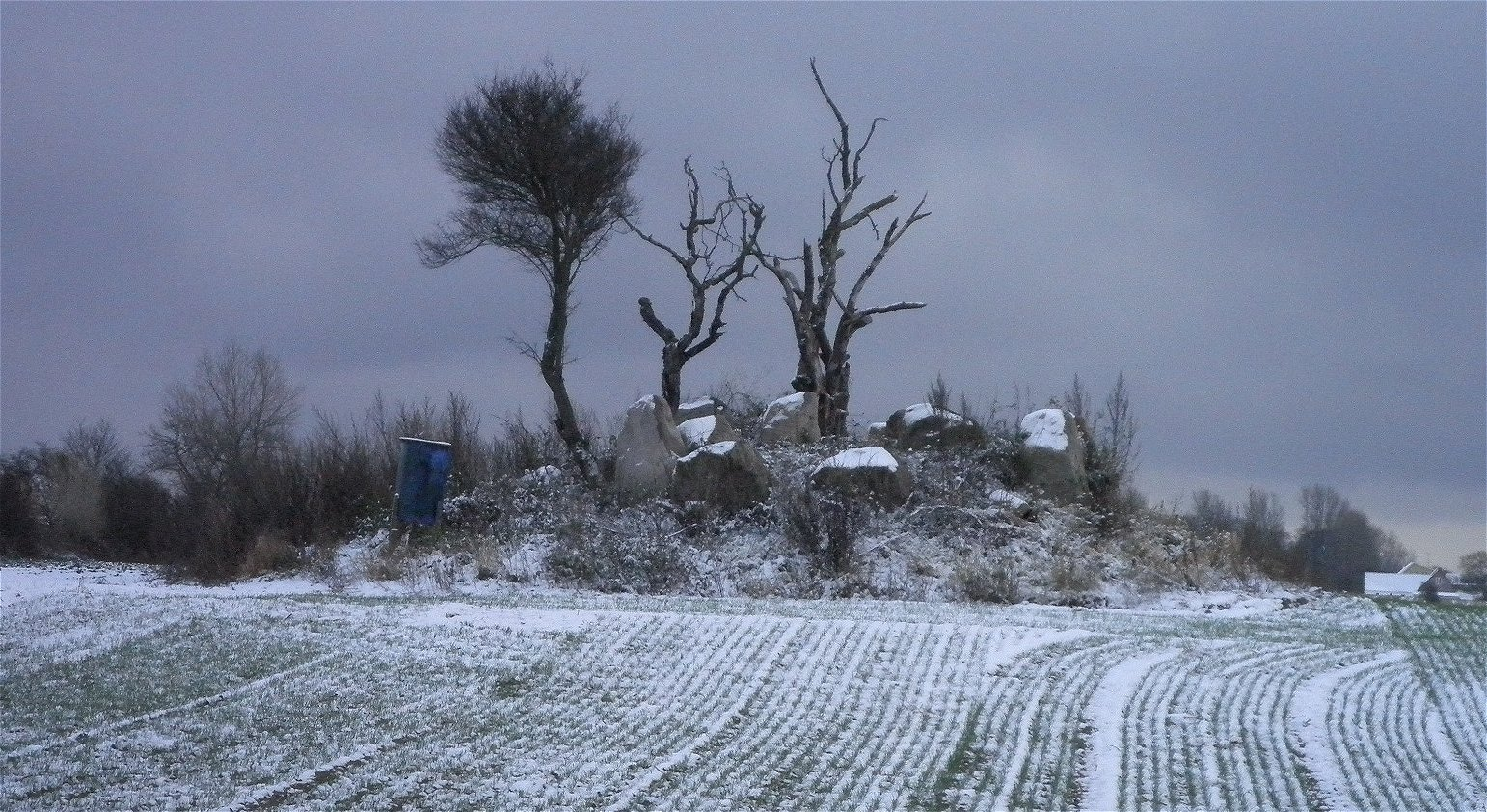
Ganggrab von Klavsebølle

Snøde liegt etwa sechs Kilometer nordöstlich von Rudkøbing und knapp acht Kilometer südlich von Tranekær.
Der Rest des Ganggrabes von Klavsebølle (auch „Kong Holms Høj“ genannt) liegt nördlich des Klavsebøllevej in Tullebølle. Der Klavsebølle Snedkergård ist ein Runddysse beim Ort. Im Snage Skov (Wald) bei Tullebølle liegt der Langdysse „Rindel Høj“. 